# Yang Se-jong
Yang Se-jong (hangul: 양세종), es un actor y modelo surcoreano.

## Biografía
En 2012 entró en la Universidad Nacional de Artes de Corea (en inglés: "Korea National University of Arts") con una especialización en Teatro y Cine.
El 12 de mayo de 2020 inició su servicio militar obligatorio, el cual finalizó el 15 de noviembre de 2021.

## Carrera
Es miembro de la agencia Blossom Entertainment (en diciembre de 2021 firmó un contrato exsclusivo con la agencia).
Ha aparecido en sesiones fotográficas para "Elle Korea", entre otros...
En el 2016 obtuvo su primer papel en la televisión cuando se unió al elenco recurrente de la serie Romantic Doctor, Teacher Kim donde interpretó al médico Do In-beom, el hijo del director del hospital Do Yoon-wan (Choi Jin-ho).
El 26 de enero del 2017 se unió al elenco principal de la serie Saimdang, Light's Diary donde dio vida al aristócrata y pintor Lee Gyum de joven. Papel interpretado por el actor Song Seung-heon de adulto.
En junio del mismo año se unió al elenco de la serie Duel donde dio vida al agradable Lee Sung-joon, el peligroso Lee Sung-hoon y al doctor Lee Yong-seob, hasta el final de la serie en julio del mismo año.
El 18 de septiembre del mismo año se unió al elenco principal de la serie La temperatura del amor, donde interpretó a On Jung-seon, un chef y propietario de un restaurante de estrellas Michelin llamado "Good Soup", hasta el final de la serie ese mismo año.
El 23 de julio del 2018 se unió al elenco principal de la serie 30 but 17 donde dio vida a Gong Woo-jin, un escenógrafo que luego de ser víctima de un trauma a los 17 años, se ha encerrado a otras personas desde entonces, hasta el final de la serie el 18 de septiembre del mismo año.
El 4 de octubre del 2019 se unió al elenco principal del drama My Country, donde interpretó a Seo Hwi, un experto en la espada, que a pesar de la caída de su familia debido al derrocamiento del poder de la dinastía Goryeo a Joseon, aún mantiene una sonrisa y vive de la por la felicidad, hasta el final de la serie el 23 de noviembre del mismo año.
En febrero del 2020 realizó su primera aparición especial durante la segunda temporada de la serie "Romantic Doctor, Teacher Kim": Romantic Doctor, Teacher Kim 2 donde volvió a dar vida al doctor Do In-beom.
El 20 de abril de 2022 se anunció que estaba en pláticas para unirse al elenco de la serie de Netflix ¡Doona!, que en efecto protagonizó en lo que fue su primer trabajo tras la vuelta del servicio militar. En ella da vida a Lee Won-joon, un joven estudiante universitario que comparte casa con una popular excantante de un grupo de ídolos.

## Filmografía

### Series de televisión
| Año  | Título                         | Personaje                                         | Notas                   | Ref.          |
| ---- | ------------------------------ | ------------------------------------------------- | ----------------------- | ------------- |
| 2016 | Romantic Doctor, Teacher Kim   | Dr. Do In-beom                                    | -                       |               |
| 2017 | Saimdang, Light's Diary        | Lee Gyum (de joven)                               | -                       |               |
| 2017 | Duel                           | Lee Sung-joon / Lee Sung-hoon / Dr. Lee Yong-seob | 16 episodios            |               |
| 2017 | La temperatura del amor        | On Jung-seon                                      | 40 episodios            |               |
| 2018 | 30 but 17                      | Gong Woo-jin                                      | 40 episodios            |               |
| 2019 | My Country                     | Seo Hwi                                           | 16 episodios            |               |
| 2020 | Romantic Doctor, Teacher Kim 2 | Dr. Do In-beom                                    | 4 episodios             | [ 18 ]        |
| 2023 | ¡Doona!                        | Lee Won-joon                                      | Serie web, 9 episodios  | [ 19 ] [ 20 ] |
| 2025 | Submundo                       | Oh Hee-dong                                       | Serie web, 11 episodios | [ 21 ] [ 22 ] |

### Programas de variedades
| Año  | Título         | Notas                 |
| ---- | -------------- | --------------------- |
| 2019 | Coffee Friends | (ep. #1-10) - miembro |

### Anuncios
| Año  | Título       | Notas                 |
| ---- | ------------ | --------------------- |
| 2018 | Toreta Drink | junto a Park Bo-young |

### Revistas / sesiones fotográficas
| Año  | Título           | Notas                                                         |
| ---- | ---------------- | ------------------------------------------------------------- |
| 2017 | W Korea Magazine | junto a Jung Jae-young y Kim Jung-eun - (publicación de mayo) |

## Premios y nominaciones
| Año  | Premio                   | Categoría                                    | Series                  | Resultado | Ref.          |
| ---- | ------------------------ | -------------------------------------------- | ----------------------- | --------- | ------------- |
| 2017 | 1st The Seoul Award      | Mejor actor revelación (TV)                  | Saimdang, Light's Diary | Nominado  |               |
| 2017 | SBS Drama Award          | Premio Nueva Estrella                        | La temperatura del amor | Ganador   | [ 26 ]        |
| 2017 | SBS Drama Award          | Mejor pareja (junto a Seo Hyun-jin)          | La temperatura del amor | Nominados |               |
| 2018 | 54th Baeksang Arts Award | Mejor actor revelación (TV)                  | La temperatura del amor | Ganador   | [ 27 ] [ 28 ] |
| 2018 | 6th APAN Star Award      | Mejor actor revelación (con Jang Ki-yong)    | La temperatura del amor | Ganador   | [ 29 ]        |
| 2018 | 6th APAN Star Award      | Premio K-Star, Actor                         | La temperatura del amor | Nominado  |               |
| 2018 | SBS Drama Award          | Excelencia masculina (serie de lunes-martes) | 30 but 17               | Ganador   | [ 30 ]        |